# 오노촌 (효고현 아리마군)
오노촌(小野村)은 효고현 아리마군에 설치되었던 촌이다. 현재의 산다시에 해당한다.

## 역사
- 1889년 4월 1일 - 정촌제 시행에 수반해 5촌의 구역을 가지고 성립하였다.
- 1956년 9월 30일 - 구 산다정, 미와정 히로노촌, 다카히라촌과 합병해 새로운 산다정이 성립, 동일 오노촌은 폐지되었다.

## 참고문헌
- 角川日本地名大辞典 28 兵庫県